# 卡罗洛斯·帕普利亚斯
卡罗洛斯·帕普利亚斯（希臘語：Κάρολος Παπούλιας，羅馬化：Károlos Papoúlias，希臘語發音：['kaɾolos pa'puʎas/]；1929年6月4日—2021年12月26日）希臘前總統、希腊泛希社运党人、前外交部长。
帕普利亚斯生于希腊西北部城市约阿尼纳，毕业于雅典大学和米兰大学法学专业，科隆大学国际法博士学位，精通德语、意大利语和法语。

## 履历
1929年6月4日，卡罗洛斯·帕普利亚斯在约阿尼纳出生，是少将格雷戈里奥斯·帕普利亚斯的儿子。帕普利亚斯在雅典大学获得法律学位，在米兰大学获得国际法及国际关系学硕士学位，在科隆大学获得国际私法博士学位，在慕尼黑东南欧研究院担任助理。除了母语希腊语，帕普利亚斯还能说英语、法语、德语及意大利语。他还是撑杆跳及排球冠军，1985年起担任国际体育协会主席。另外还是希腊语言遗产协会的创始成员兼主席。
年轻时活跃于左翼政党联合泛希腊青年组织。
帕普利亚斯是泛希腊社会主义运动的创办人，与党领袖安德烈亚斯·帕潘德里欧关系密切。1974年12月，帕普利亚斯连任该党中央委员会委员。1975年至1985年，历任协调委员会、执行局和政治秘书处的成员，以及国际关系委员会秘书。他还担任地中海社会主义和进步党协调委员会委员多年。
1977年首次当选希腊国会议员，代表约阿尼纳选区，此后在立法选举中不断连任，直至2004年担任希腊共和国总统。期间在社会主义运动的内阁中担任多个高级职位，包括担任希腊外交部长。
1980年代，帕普利亚斯参与以巴冲突的调停工作，1983年安排希腊的船只到黎巴嫩撤走亚西尔·阿拉法特。
帕普利亚斯与阿拉伯世界建立外交关系，恢复了希腊与埃及的外交关系，与伊朗和亚美尼亚建立三方合作关系；与土耳其外交部长进行12轮会谈，推动希臘－土耳其關係正常化，双方最终于1988年建立合作备忘录。他还支持土耳其在尊重国际法及欧洲联盟价值的条件下加入欧洲联盟。
1993年至1996年，在塞普勒斯加入欧盟的会谈中发挥重要角色。

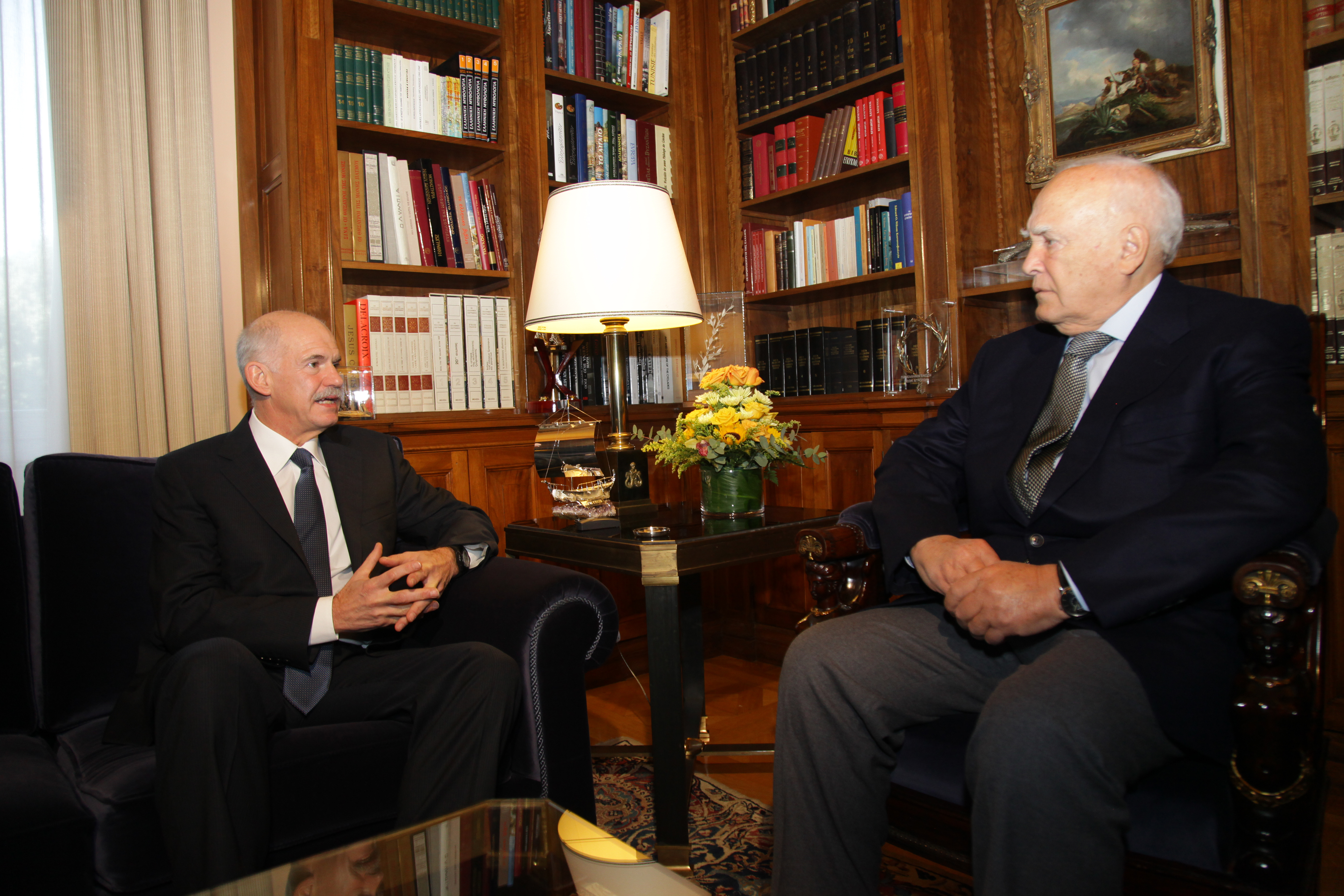
总统卡罗洛斯·帕普利亚斯和总理乔治·帕潘德里欧，摄于2011年11月

作为欧洲联盟轮值主席兼前南斯拉夫联络小组成员，负责解决波斯尼亚和黑塞哥维那的危机，与前南斯拉夫的北馬其頓签订临时协议，推动北马其顿与希腊建立外交关系。
帕普利亚斯对希腊与巴尔干半岛国家的关系极为感兴趣，在他的倡议下，巴尔干半岛国家部长会议于1988年在贝尔格莱德召开。随后他与保加利亚及前苏联就布尔加斯-亚历山德鲁波利斯输油管道进行会谈。
1980年代，帕普利亚斯负责与保加利亚签署民事军事互助协议，与阿尔巴尼亚恢复睦邻友好关系，结束两国的战争状态。
帕普利亚斯支持缓和政策、和平共处及裁军的措施，例如和平共处及裁军的“六国协议”希腊、代表希腊参加欧洲裁军与和平大会及废除化学武器会议、提议在巴尔干半岛设立无核区，提出将地中海打造成各国和平合作的海域，而希腊、保加利亚和罗马尼亚三国召开JANNINA 1三方合作大会就是帕普利亚斯的提议。他还强烈支持黑海大会，担任大会主席。
1985年前往美国华盛顿，回访时任美国国务卿乔治·普拉特·舒尔茨，缓和希腊与美国的紧张关系。
2004年12月12日，时任新民主党领袖的总理科斯塔斯·卡拉曼利斯与在野党泛希腊社会主义运动领袖乔治·帕潘德里欧提名帕普利亚斯出任总统。2005年2月8日，帕普利亚斯获得300名议员中279人的支持，出任希腊第三共和国第六任总统，接任科斯蒂斯·斯特凡诺普洛斯，2005年3月12日宣誓就职。其后获得两大政党支持，于2010年2月3日凭借266个绝对支持票二度连任，也是他最后一次出任总统。2015年3月，帕普利亚斯任期届满，由同年2月获选的普罗科皮斯·帕夫洛普洛斯接任。
2021年12月26日，帕普利亚斯在雅典辞世，享寿92岁。

## 荣誉

### 外国勋章奖章
- 大象勋章（丹麦，2006年5月24日[14]）
- 芬兰白玫瑰大十字勋章附颈饰（芬兰，2009年[15]）
- 无穷花大勋章（韩国，2013年12月3日批准[16]）